# Ciudad Deportiva de Boca Juniors

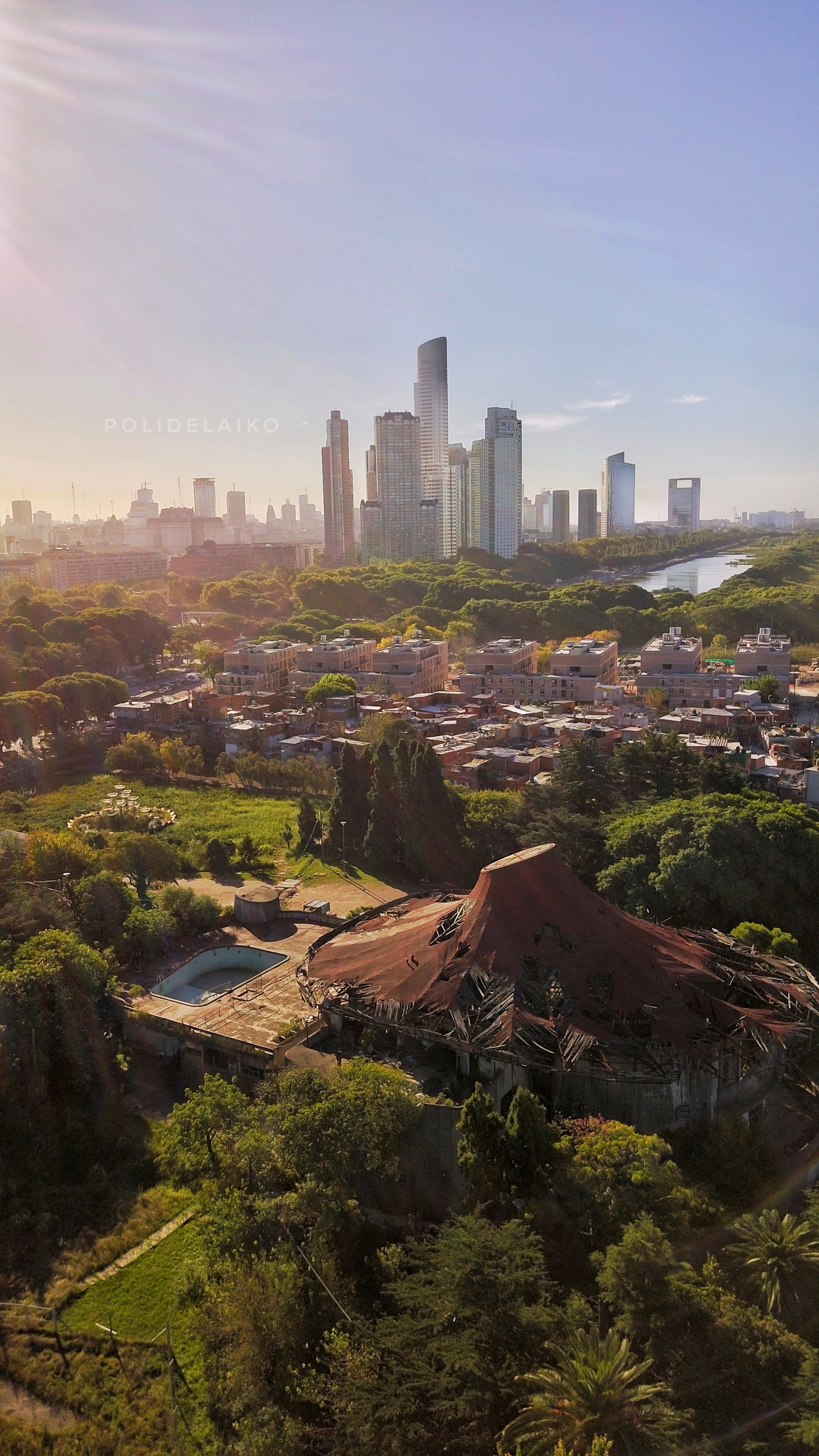
La abandonada Confitería Neptuno, con la Villa Rodrigo Bueno detrás.

La Ciudad Deportiva de Boca Juniors fue un complejo deportivo inaugurado en 1975 por Alberto J. Armando, entonces presidente del Club Atlético Boca Juniors. 

## Historia
Boca Juniors poseía un terreno para entrenamientos llamado La Candela, en la localidad de San Justo, Provincia de Buenos Aires. Pero había una idea ambiciosa de construir un estadio en la costanera sur de la ciudad de Buenos Aires que tendría capacidad para 140 000 personas. Esta idea no se pudo concluir y se diseñó un complejo deportivo para los socios del club.
El club deportivo logró que el Congreso de la Nación Argentina sancionara en 1964 una ley mediante el cual se le cedía la zona del Río de la Plata delimitada entre la avenida Costanera Sur y la prolongación de la calle Humberto I para que el club rellenara a su costo un total de 40 hectáreas de islas. En dichos terrenos debía construir el estadio mencionado y varias instalaciones deportivas en un plazo inferior a diez años. En caso de demora, el terreno pasaba sin indemnización alguna a la ciudad de Buenos Aires. Asimismo esta ley indicaba que el club estaba imposibilitado de vender los terrenos rellenados.
Al poco tiempo, durante la presidencia que Alberto J. Armando ejercía en el club deportivo Boca Juniors, comenzó el relleno del Río de la Plata hasta formar islas aproximadamente circulares de unas pocas hectáreas. Tales islas artificiales fueron unidas con puentes curvos voladizos (sin columnas) capaces de soportar el peso de autobuses. La intención promocionada por Armando fue construir en la isla número 7 un gigantesco estadio con capacidad para 150 000 espectadores, que para la época hubiera sido uno de los más grandes del mundo, que iba a ser inaugurado el 25 de mayo de 1975. Este proyecto quedó trunco, ya que sólo se pudo concretar una tribuna de 30 metros con ocho escalones. La Ciudad Deportiva pasó a ser casi exclusivamente un parque de diversiones, Entre tantas recreaciones se encontraba el único acuario en su especie de Sudamérica con forma de pez. Se inauguró en el año 1968, cuya obra fue realizada por Domingo José Pantano. Fue postal de la República Argentina. En las décadas de 1970 y 1980 la zona fue casi totalmente descuidada quedando muchas de las construcciones inacabadas o deterioradas.
En 1979 el intendente de facto porteño, designado por la Junta Militar, Osvaldo Cacciatore, publicó una ordenanza por la que liberaba al club la construcción del estadio y le extendía el plazo para la conclusión de las obras. Tres años después el mismo intendente sancionó otra ordenanza que le daba al club posesión legal de los terrenos mediante una escritura a su nombre, dejando claro que no podía vender los terrenos.
En 1989, al inicio de la presidencia de Carlos Saúl Menem, el congreso nacional sancionó otra ley por la que le cambiaba al destino a estas tierras indicando que podía utilizarse como complejo balneario, náutico, turístico, hotelero, o comercial y que estaba habilitado para funcionar como centro habitacional. Asimismo permitió que el club deportivo pudiera vender los terrenos.
El club vendió el predio a la sociedad Santa María del Plata en 1992 por un valor cercano a los 50 millones de dólares, y con el dinero Boca Juniors construyó otro complejo en el barrio de La Boca llamado Casa Amarilla. En el año 1997 el grupo IRSA compró los terrenos.
Parte de esas tierras fueron donadas por el Socio Frisari, hoy en día su hijo Horacio Frisari miembro de la Agrupación por un boca mejor, sigue teniendo una participación activa en la vida diaria de la  institución.

## Servicios
En la Ciudad Deportiva se desarrollaban diferentes actividades ligadas al deporte y la recreación, tenía varios servicios como duchas, pileta, canchas de fútbol y un bar o confitería con una cúpula característica, que en esa época fue una de las más modernas de Buenos Aires. También disponía de un parque de diversiones llamado "Parque Genovés". La Ciudad Deportiva de Boca Juniors recibió premios por su arquitectura de vanguardia. 
Sus dos puentes de acceso (uno con paneles de tono azul y el otro de tono verde), que cruzaban un lago artificial, eran una característica distintiva. Todas las islas del complejo tenían pasarelas que podían recorrerse bordeando el Río de la Plata. Tenía varias piletas de natación de distinta profundidad y otras instalaciones deportivas, como un minigolf. Los fines de semana la ciudad deportiva de Boca, abierta gratuitamente al público, era un paseo tradicional en los años 70. En la actualidad la Ciudad Deportiva se encuentra abandonada. El grupo IRSA adquirió esas tierras para la construcción de un complejo urbano.